# Хотіра 79
Футбольний клуб «Хотіра 79» (Уйчи) або просто «Хотіра 79» — професійний узбецький футбольний клуб з міста Уйчи Наманганської області.

## Попередні назви
- 1996-1997 - ФК «Уйчи»
- з 2012 -   «Хотіра 79»

## Історія
Футбольний клуб «Уйчи» було засновано в 1996 році в містечку Уйчи Наманганської області. Клуб отримав свою назву в пам'ять про команду Пахтакор, яка загинула в авіакатастрофі 1979 року. У 2013 році Пахтакор розпочав виступи у Першій лізі чемпіонату Узбекистану.

## Досягнення
- Перша ліга Узбекистану
  - 14-те місце (1): 2014